# Amanda Winberg
Amanda Linnéa Cecilia Winberg, även känd under artistnamnet AMWIN, född 20 juni 1996 i Fässbergs församling i Mölndal, är en svensk artist. Hon deltog i Idol 2015 där hon slutade på en andraplats efter vinnaren Martin Almgren.
Under 2016 släppte Winberg tre singlar, "Shoutdown", "Clouds" och "Goodbye". 2018 hon ytterligare tre låtar, "Living Mistake", "Uber" och "DeLorean", denna gång under artistnamnet AMWIN.
Under våren 2020 deltog Amanda Winberg i tredje säsongen av Stjärnornas stjärna.